# Landesstraßen in Hessen
Die Landesstraßen in Hessen geben einen Überblick über die Landesstraßen im deutschen Land Hessen.
Diese Straßen erhalten den Buchstaben L als Abkürzung für das Wort Landesstraße. In der Regel tragen sie eine vierstellige Zahl mit einer führenden 3. Die Landesstraßen mit Zahlen, die kleiner als 3000 sind, übernehmen in den meisten Fällen diese Bezeichnung vom Nachbarland, aus dem sie nach Hessen überwechseln. Sie werden unten aufgelistet.
Die Bundesautobahnen und Bundesstraßen werden gestalterisch hervorgehoben.

## Liste

### Landesstraßen ab der L 163 bis zur L 2905
Diese Landesstraßen wechseln aus einem anderen Land nach Hessen und/oder von Hessen in ein anderes Land. Sie behalten in der Regel ihre Nummer.
Die Nummerierung der L 163 kann nicht nachvollzogen werden.
Die L 617 trägt in Nordrhein-Westfalen die Kennzeichnung L 740. Früher wechselte die nordrhein-westfälische L 617 nach Hessen. Ähnlich ist es im Briloner Stadtteil Bontkirchen: L 800 (NRW, in Hessen L 3393)
In Bayern werden die Landesstraßen als Staatsstraßen bezeichnet und tragen die Kennung St.
| Nr.    | Verlauf |
| ------ | --- |
| L 163  | L 3476 – Landesgrenze – (L 1123 in Thüringen) |
| L 534  | L 3392 in Vernawahlshausen – Landesgrenze – (L 534 in Niedersachsen) |
| L 535  | L 3120 Kreidacher Höhe – Siedelsbrunn – Ober-Abtsteinach – L 3408 – Abtsteinach – Unter-Abtsteinach – L 3257 – Landesgrenze – (L 535 in Baden-Württemberg) – Landesgrenze – in Neckarsteinach                                                      |
| L 553  | (L 553 in Nordrhein-Westfalen) – Landesgrenze – Hatzfeld (Eder) – L 3090 – in Eifa |
| L 561  | (L 551 in Niedersachsen) – Landesgrenze – L 3392 – Lippoldsberg – L 763 – Oedelsheim – Landesgrenze – (L 561 in Niedersachsen) |
| L 562  | in Bettenhausen – L 3237 – Sandershausen – Landesgrenze – (L 562 in Niedersachsen) |
| L 617  | (L 740 in Nordrhein-Westfalen) – Landesgrenze – Münden – L 3076 in Dalwigksthal |
| L 631  | in Viernheim – Landesgrenze – (L 631 in Baden-Württemberg) |
| L 718  | (L 718 in Nordrhein-Westfalen) – Landesgrenze – L 3043 |
| L 730  | (L 730 in Nordrhein-Westfalen) – Landesgrenze – Abschnitt ohne Abzweig einer klassifizierten Straße – Landesgrenze – (L 730 in Nordrhein-Westfalen)                                                                                                |
| L 763  | (L 763 in Nordrhein-Westfalen) – Landesgrenze – Trendelburg – Friedrichsfeld – Gottsbüren – Gieselwerder – L 561 – Oedelsheim – Heisebeck – Landesgrenze – (L 558 in Niedersachsen)                                                                |
| L 870  | (L 870 in Nordrhein-Westfalen) – Landesgrenze – L 3078 |
| L 877  | (L 877 in Nordrhein-Westfalen) – Landesgrenze – Abschnitt ohne eine klassifizierte Straßenverbindung – Landesgrenze – (L 877 in Nordrhein-Westfalen)                                                                                               |
| L 1328 | (L 911 in Nordrhein-Westfalen) – Landesgrenze – in Allendorf bei Haiger |
| L 1551 | (L 288 in Rheinland-Pfalz) – Landesgrenze – L 3364 in Langendernbach |
| L 1571 | (L 729 in Nordrhein-Westfalen) – Landesgrenze – Rittershausen – L 3044 in Dietzhölztal |
| L 2287 | L 3476 – Landesgrenze – (St 2287 in Bayern) |
| L 2289 | L 2304 – Landesgrenze – (St 2289 in Bayern) |
| L 2303 | L 3197 in Burgjoß – Landesgrenze – (St 2303 in Bayern) |
| L 2304 | L 3207/L 3430 in Uttrichshausen – Heubach – L 3206 – Ziegelhütte – L 3141 – Sterbfritz – L 3180 – Mottgers – L 2289 – Altengronau – L 3371 – Jossa – L 3196 – Landesgrenze zeitweise am östlichen Straßenrand – Landesgrenze – (St 2304 in Bayern) |
| L 2305 | /L 3308 – Landesgrenze – (St 2305 in Bayern) – Landesgrenze – Landesgrenze am südwestlichen Straßenrand – Abschnitt ohne eine Straßenverbindung – Hüttelngesäß – Abschnitt ohne eine Straßenverbindung – Landesgrenze – (St 3269 in Bayern)        |
| L 2306 | L 3333 in Gelnhausen – Altenhaßlau – L 3444 – Landesgrenze – (St 2306 in Bayern) |
| L 2310 | – Froschhausen – Seligenstadt – L 3065 – L 3121 – Mainflingen – / |
| L 2311 | (L 2311 in Baden-Württemberg) – Landesgrenze – Kailbach – L 3108 – Landesgrenze – (L 2311 in Baden-Württemberg) |
| L 2604 | – Landesgrenze – (L 2604 in Thüringen) |
| L 2790 | Döllbach – (St 2790 in Bayern) |
| L 2905 | L 3199 an der Wegscheide – Villbach – Wiesbüttsee – Landesgrenze – (St 2905 in Bayern) |